# Debi Thomas
Debi Thomas, född 25 mars 1967 i Poughkeepsie, är en amerikansk före detta konståkare.
Thomas blev olympisk bronsmedaljör i konståkning vid vinterspelen 1988 i Calgary.